# Hypsidoris
Hypsidoris è un genere di pesci ossei estinti, appartenenti ai siluriformi. Visse nell'Eocene medio (circa 48 - 40 milioni di anni fa) e i suoi resti fossili sono stati ritrovati in Nordamerica.

## Descrizione
Questo pesce, lungo solitamente una trentina di centimetri, era molto simile a un pesce gatto attuale (gen. Ictalurus). Possedeva un corpo leggermente compresso lateralmente, ma anche appiattito nella parte ventrale. La testa era ampia e piatta, dotata di una grande bocca. La pinna dorsale era posizionata immediatamente dietro la testa ed era sorretta da una grossa spina allungata. Le pinne pelviche erano piccole, mentre le pinne pettorali erano allungate. Di fronte alle pinne pettorali erano presenti due grandi spine. La pinna anale era dotata di una base ampia, mentre la pinna caudale era leggermente concava posteriormente. Come i pesci gatto attuali, anche Hypsidoris mostrava una modificazione delle vertebre anteriori, che indicano la presenza di un apparato di Weber (un organo di senso che percepisce le vibrazioni) già specializzato.

## Classificazione
Hypsidoris è un rappresentante dei siluriformi, il grande gruppo di teleostei comprendenti anche i siluri e i pesci gatto. In particolare, Hypsidoris è considerato appartenere a una famiglia a sé stante (Hypsidoridae) nella superfamiglia Hypsidoroidea. 
Il genere Hypsidoris venne descritto per la prima volta nel 1970, sulla base di resti fossili molto ben conservati provenienti dal Wyoming e risalenti all'inizio dell'Eocene medio; la specie tipo è Hypsidoris farsonensis. Un'altra specie, H. oregonensis, proviene da terreni leggermente più recenti dell'Oregon. 
Inoltre,  viveva nei pressi del fondale dei laghi, in modo simile a quello degli attuali pesci gatto, e come questi ultimi probabilmente si cibava di piccoli pesci e di altri animali che trovava nei pressi del fondale, che verosimilmente scovava grazie ai barbigli sensitivi presenti attorno alla bocca.